# Kaing Guek Eav
Kaing Guek Eav (według innej transkrypcji Kang Kek Iew), znany także pod pseudonimem Towarzysz Duch, (ur. 17 listopada 1942 w Choyaot, Prowincja Kâmpóng Thum, zm. 2 września 2020 w Phnom Phen) – kambodżański zbrodniarz wojenny, jeden z liderów Czerwonych Khmerów, w okresie Demokratycznej Kampuczy naczelnik więzienia Tuol Sleng (S-21).
Aresztowany 31 lipca 2007. Proces przed Nadzwyczajną Izbą Sądu Kambodży rozpoczął się 17 lutego i zakończył w pierwszej instancji 27 listopada 2009. Podczas 77 dni procesu przed sądem wystąpiło 9 ekspertów, ponad 31 tys. osób obserwowało proces w gmachu sądu. 
W pierwszej instancji został skazany na karę 35 lat pozbawienia wolności; przy czym – jako zadośćuczynienie za areszt nałożony przez Kambodżański Sąd Wojskowy od 10 maja 1999 do 30 lipca 2007 – wyrok został skrócony o 5 lat. W wyniku apelacji przed Sądem Najwyższym 3 lutego 2012 wyrok został zamieniony na karę dożywotniego pozbawienia wolności. Decyzja podjęta przez Sąd Najwyższy jest ostateczna.